# Zwischen Nacht und Dunkel
Zwischen Nacht und Dunkel (englischer Titel Full Dark, No Stars, wörtlich: Absolute Dunkelheit, keine Sterne) ist nach Frühling, Sommer, Herbst und Tod, Vier nach Mitternacht (siehe unter Langoliers und Nachts) sowie Atlantis die vierte Novellensammlung des US-Autors Stephen King. Sie erschien als Original-Hörbuch am 29. Oktober 2010; die Buchausgaben folgten am 9. (USA) beziehungsweise verlagsabhängig zwischen dem 8. und 15. November (Deutschland).

## Inhalt
Die vier Novellen (eine davon ist allerdings streng genommen eine Kurzgeschichte) sind lose durch das Motiv der Rache verbunden und sind symmetrisch angeordnet: Novellen 1 und 3 sind aus der Sicht eines Mannes verfasst und behandeln übersinnliche Themen; Novellen 2 und 4 haben Frauen als zentrale Figuren und weisen keine übernatürlichen Elemente auf. Die Novellen sind:
- 1922: Ein Farmer gesteht im Jahr 1930 rückblickend den Mord an seiner Frau acht Jahre zuvor. Zusammen mit seinem 14-jährigen Sohn hat er seine Frau getötet und ihre Leiche in einem Brunnen versteckt. Doch damit beginnt für die beiden der Albtraum erst.
- Big Driver (wörtl.: Großer Fahrer): Im Stil von Ein Mann sieht rot oder Die Fremde in dir (Filme, auf die in der Geschichte auch angespielt wird) plant eine vergewaltigte Schriftstellerin die Rache an ihrem Peiniger.
- Faire Verlängerung (orig.: Fair Extension): In dieser Kurzgeschichte geht ein krebskranker Banker einen Handel mit dem Teufel ein, um sein Leben zu verlängern. Doch zahlt er einen hohen Preis. Vermeintlich.
- Eine gute Ehe (orig.: A Good Marriage): Darcy Anderson stolpert nach fast dreißig Jahren Ehe buchstäblich über das dunkle Geheimnis ihres Mannes, als sie unter dem Arbeitstisch in der Garage an einer Schachtel hängen bleibt und einen neugierigen Blick hineinwirft, der ihr gesamtes Leben auf den Kopf stellt.

## Wissenswertes
- Der englische Verlag Hodder & Stoughton wollte nach dem überwältigenden Erfolg mit Kings Under the Dome (deutsch: Die Arena) nun mit dieser Sammlung nachziehen, die einen bewussten Kontrast zum Mammut-Roman darstellen soll.
- Die Sammlung erschien noch vor der Hardcover-Edition auch als Hörbuch. Es handelt sich hierbei um eine deutlich gekürzte Version, auch wenn auf dem Cover "unabridged" ("ungekürzt") zu lesen ist. Verpflichtet wurden Craig Wasson (bereits Leser der King-Novelle Blockade Billy) und Jessica Hecht. Darüber hinaus wird es eine Deluxe-Ausgabe der Hörbücher geben.
- King wurde durch den Fall Dennis Rader zu der Geschichte Eine gute Ehe inspiriert.
- A Good Marriage und Big Driver wurden 2014 verfilmt, Big Driver wurde dabei direkt für das Fernsehen produziert, Stephen King’s A Good Marriage wurde eingeschränkt in den US-amerikanische Kinos gezeigt.
- 1922 wurde 2017 verfilmt.

## Werbekampagne
- Im Oktober wurde für das Werk eine eigene Homepage inklusive (englischem) Trailer kreiert.[1]
- Im Oktober startete auch eine Kurzfilm-Aktion, um die Werbetrommel zu rühren. Der Verlag Hodder and Stoughton beauftragte vier für ihre Kurzfilme bekannte Regisseure, Trailer zu den vier Novellen zu drehen. Diese werden nach und nach veröffentlicht. Im Abspann wird ausdrücklich darauf hingewiesen, dass die Trailer eher versuchen, die Atmosphäre der Novellen einzufangen, als sich werkgetreu an dort vorkommende Charaktere oder Örtlichkeiten zu halten. Sie alle enden mit den Worten: "We don't fully know anyone. Least of all ourselves." ("Wir kennen niemanden jemals wirklich. Am wenigsten uns selbst.")[2]

## Verknüpfungen
Es finden sich zahlreiche Verknüpfungen zu Kings anderen Werken; hier einige Beispiele:
- 1922 spielt in Hemingford Home, Heimat von Abagail Freemantle aus The Stand – Das letzte Gefecht.
- Die "King-Städte" Derry und Castle Rock spielen eine Rolle; im Zusammenhang mit Derry wird wiederholt auf Personen und Ereignisse des Romans Es eingegangen.
- King streut auch augenzwinkernde Anspielungen auf seinen Dunklen-Turm-Zyklus ein.

## Ausgaben
- Stephen King: Zwischen Nacht und Dunkel, Heyne, München 2010, ISBN 978-3-453-26699-5.
- Stephen King: Zwischen Nacht und Dunkel, Weltbild, Augsburg 2011, ISBN 978-3-86365-043-8.
- Stephen King: Zwischen Nacht und Dunkel, Heyne, München 2012, ISBN 978-3-453-43634-3. (vollst., dt. Taschenbuchausg.)

## Belege
1. ↑  Webseite zu Full Dark, No Stars (Memento vom 19. Mai 2014 im Internet Archive)
2. ↑  Zum Trailer von 1922.